# Număr extrem compus superior

d(n) până la n = 250

Puterile factorilor primi ai numerelor extrem compuse superioare și ai numerelor colosal abundente

În matematică, un număr extrem compus superior este un număr natural care are mai mulți divizori pentru o putere pozitivă a lui însuși decât orice alt număr. Este o restricție mai puternică decât cea a unui număr extrem compus, care este definit ca având mai mulți divizori decât orice număr întreg pozitiv mai mic.
Tabelul următor cuprinde primele 10 numere extrem compuse superioare și factorizarea lor.
| Nr. factori primi | n      | factorizarea              | exponenții numerelor prime | nr. divizorilor d(n) | nr. divizorilor d(n) | factorizarea primorială |
| ----------------- | ------ | ------------------------- | -------------------------- | -------------------- | -------------------- | ----------------------- |
| 1                 | 2      | 2                         | 1                          | 2                    | 2                    | 2                       |
| 2                 | 6      | 2 ⋅ 3                     | 1,1                        | 2                    | 4                    | 6                       |
| 3                 | 12     | 22 ⋅ 3                    | 2,1                        | 3×2                  | 6                    | 2 ⋅ 6                   |
| 4                 | 60     | 22 ⋅ 3 ⋅ 5                | 2,1,1                      | 3×22                 | 12                   | 2 ⋅ 30                  |
| 5                 | 120    | 23 ⋅ 3 ⋅ 5                | 3,1,1                      | 4×22                 | 16                   | 22 ⋅ 30                 |
| 6                 | 360    | 23 ⋅ 32 ⋅ 5               | 3,2,1                      | 4×3×2                | 24                   | 2 ⋅ 6 ⋅ 30              |
| 7                 | 2520   | 23 ⋅ 32 ⋅ 5 ⋅ 7           | 3,2,1,1                    | 4×3×22               | 48                   | 2 ⋅ 6 ⋅ 210             |
| 8                 | 5040   | 24 ⋅ 32 ⋅ 5 ⋅ 7           | 4,2,1,1                    | 5×3×22               | 60                   | 22 ⋅ 6 ⋅ 210            |
| 9                 | 55440  | 24 ⋅ 32 ⋅ 5 ⋅ 7 ⋅ 11      | 4,2,1,1,1                  | 5×3×23               | 120                  | 22 ⋅ 6 ⋅ 2310           |
| 10                | 720720 | 24 ⋅ 32 ⋅ 5 ⋅ 7 ⋅ 11 ⋅ 13 | 4,2,1,1,1,1                | 5×3×24               | 240                  | 22 ⋅ 6 ⋅ 30030          |

## Proprietăți

Graficul numărului divizorilor întregilor dintre 1 și 1000. Numerele extrem compuse sunt marcate aldine iar cele extrem compuse superioare și cu stea. În the SVG fișier, plasați mouse-ul pe o bară pentru a vedea factorizarea.

Pentru un număr extrem compus superior n există un număr real pozitiv ε astfel încât pentru toate numerele naturale k mai mici decât n avem
{\displaystyle {\frac {d(n)}{n^{\varepsilon }}}\geq {\frac {d(k)}{k^{\varepsilon }}}}
iar pentru toate numerele naturale k mai mari decât n avem
{\displaystyle {\frac {d(n)}{n^{\varepsilon }}}>{\frac {d(k)}{k^{\varepsilon }}}}
unde d(n), funcția numărul divizorilor⁠(d), indică numărul de divizori ai lui n. Termenul a fost inventat de Ramanujan (1915).
Primele 15 numere extrem compuse superioare, 2, 6, 12, 60, 120, 360, 2520, 5040, 55440, 720720, 1441440, 4324320, 21621600, 367567200 și 6983776800  sunt și primele 15 numere colosal abundente, care îndeplinesc o condiție similară bazată pe funcția sumei divizorilor în loc de numărul divizorilor. Însă niciunul dintre aceste șiruri nu este un subșir al celuilalt.
Toate numerele compuse superioare sunt numere extrem compuse.
Un mod eficient de generare a mulțimii tuturor numerelor extrem compuse superioare este dat de următoarea relație monotonă dintre numerele reale pozitive. Fie
{\displaystyle e_{p}(x)=\left\lfloor {\frac {1}{{\sqrt[{x}]{p}}-1}}\right\rfloor }
pentru orice număr prim p și real pozitiv x. Atunci
{\displaystyle s(x)=\prod _{p\in \mathbb {P} }p^{e_{p}(x)}}
este un număr extrem compus superior.
De reținut că produsul nu trebuie să fie calculat la nesfârșit, deoarece dacă {\displaystyle p>2^{x}} atunci {\displaystyle e_{p}(x)=0}, deci calculul produsului {\displaystyle s(x)} poate fi încheiat odată ce {\displaystyle p\geq 2^{x}}.
De asemenea, este de reținut că în definiția lui {\displaystyle e_{p}(x)}, {\displaystyle 1/x} este analog cu {\displaystyle \varepsilon } din definiția implicită a unui număr extrem compus superior.
Mai mult, pentru orice număr extrem compus superior {\displaystyle s^{\prime }} există un interval semideschis {\displaystyle I\subset \mathbb {R} ^{+}} astfel încât {\displaystyle \forall x\in I:s(x)=s^{\prime }}.
Această reprezentare implică faptul că există o succesiune infinită de {\displaystyle \pi _{1},\pi _{2},\ldots \in \mathbb {P} } astfel încât pentru al n-lea număr extrem compus superior {\displaystyle s_{n}} este valabilă relația
{\displaystyle s_{n}=\prod _{i=1}^{n}\pi _{i}}
Primele {\displaystyle \pi _{i}} sunt 2, 3, 2, 5, 2, 3, 7, ... . Cu alte cuvinte, câtul a două numere extrem compuse superioare este un număr prim.

## Sisteme de numerație bazate pe numere extrem compuse superioare
Adesea primele câteva numere extrem compuse superioare au fost folosite ca baze de numerație, datorită multiplilor divizori ai lor. De exemplu:
- Sistemul binar (baza 2)
- Sistemul senar (baza 6)
- Sistemul duodecimal (baza 12)
- Sistemul sexagesimal (baza 60)

Numere extrem compuse superioare apar în diferite aplicații, de exemplu 360 apare ca numărul gradelor dintr-un cerc.